# Jeff Minter
Pour les articles homonymes, voir Minter.
Jeff Minter, né le 22 avril 1962 à Reading (Berkshire), en Angleterre, est un concepteur britannique de jeux vidéo. Il est le fondateur de Llamasoft et a créé des dizaines de jeux au cours de sa carrière.
Souvent empreintes de psychédélisme, ses déclinaisons de classiques de l'arcade, en particulier du célèbre Tempest, en ont fait une des figures emblématiques du jeu vidéo indépendant.

## Biographie
Jeff Minter commence à programmer à l'entrée en Sixth Form (l'équivalent de la seconde en France). Le collège est équipé d'un Commodore PET sur lequel il apprend le BASIC et programme de premiers jeux pour ses amis. Son premier ordinateur est un ZX80. Il développe de premiers jeux commerciaux pour les ZX80 et ZX81 qui sont initialement édités par DK'Tronics (en). Mais la collaboration avec cet éditeur tourne court, Jeff Minter s'estimant maltraité.
En 1982, Jeff Minter fonde Llamasoft et développe des jeux sur les ordinateurs 8-bit de l'époque.
Le nom de la société est lié à son goût pour les lamas, et pour les ruminants en général comme les moutons ou les dromadaires. Cette passion se retrouve jusque dans ses jeux tel que Hover Bovver, Attack of the Mutant Camels, Revenge of the Mutant Camels, Return of the Mutant Camels, Mama Llama, Metagalactic Llamas Battle at the Edge of Time ou Sheep in Space.
Après avoir un temps travaillé sur un projet de console avorté, la Konix, Jeff Minter travaille pour le compte d'Atari et produit sur Jaguar Tempest 2000 (1994) et Defender 2000 (1996), deux actualisations de classiques de l'arcade.
Dans les années 2000, il développe pour Microsoft le synthétiseur de lumière intégré à la Xbox 360 qui fonctionne lorsqu'on insère un CD audio dans la console, et Space Giraffe (2007), un shoot 'em up disponible en téléchargement sur le Xbox Live Arcade.
En 2014, Jeff Minter signe TxK sur PlayStation Vita, une nouvelle version de Tempest. Les portages de TxK sur d'autres supports furent annulés, à la suite des menaces d'Atari, alors détenteurs des droits de la franchise Tempest, de poursuite judiciaire pour violation de la propriété intellectuelle. Malgré ce différend, Jeff Minter finira par collaborer avec Atari sur Tempest 4000. Le jeu sort en 2018 sur PS4, X-box One et PC,.
Entre-temps, est sorti en 2017 sur PS4 Polybius qui a la particularité d'être jouable avec le casque de réalité virtuelle de la console.

## Jeux développés par Jeff Minter

### Jeux pré-Llamasoft
Ces jeux ont été initialement distribués par DK'Tronics (en) puis, pour certains, redistribués par Llamasoft
- Deflex (en) (1981) pour ZX81, VIC-20, Commodore 64, PET et ZX Spectrum, réédité par la suite pour Pocket PC, Windows et iOS
- Centipede (1982) pour ZX81 (clone de Centipede)

### Jeux Llamasoft
- 3D3D (1982) pour ZX81
- Super Deflex pour ZX Spectrum[8]
- Bomber (1982) pour ZX Spectrum (aussi connu sous le nom de City Bomber)
- Gridrunner (1983)
- Attack of the Mutant Camels (1983)
- Revenge of the Mutant Camels (1984)
- Llamatron (1991)
- Tempest 2000 (1994)
- Space Giraffe (2007)
- TxK (2014)
- Polybius (2017)
- Tempest 4000 (2018)